# Słoboda (sielsowiet Królewszczyzna)

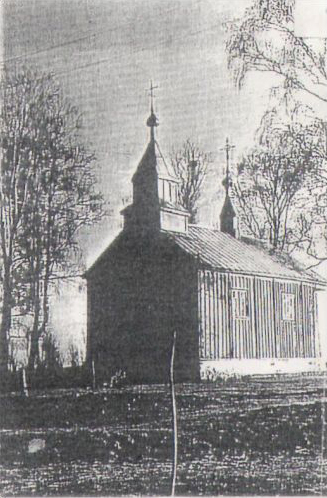
Cerkiew (1920-29), obecnie nie istnieje

Słoboda (biał. Слабада; ros. Слобода) – wieś na Białorusi, w obwodzie witebskim, w rejonie dokszyckim, w sielsowiecie Królewszczyzna.
Siedziba parafii prawosławnej; znajduje się tu cerkiew pw. św. Anny.

## Historia
W czasach zaborów w granicach Imperium Rosyjskiego.
W dwudziestoleciu międzywojennym wieś leżała w Polsce, w województwie wileńskim, w powiecie dziśnieńskim, do 11 kwietnia 1929 w gminie Dokszyce.
Według Powszechnego Spisu Ludności z 1921 roku zamieszkiwały tu 342 osoby, 14 było wyznania rzymskokatolickiego, 324 prawosławnego, 1 staroobrzędowego, a 3 mojżeszowego. Jednocześnie 13 mieszkańców zadeklarowało polską przynależność narodową, a 329 białoruską. Było tu 60 budynków mieszkalnych.